# خوليو فيلازكيز
خوليو فيلازكيز (بالإسبانية: Julio Velázquez)‏ هو مدرب كرة قدم ولاعب كرة قدم إسباني، ولد في 5 أكتوبر 1981 في شلمنقة في إسبانيا.

## وصلات خارجية
- خوليو فيلازكيز على موقع قاعدة بيانات كرة القدم.إي يو (الإنجليزية)
- خوليو فيلازكيز على موقع Soccerbase.com (مدرب) (الإنجليزية)
- خوليو فيلازكيز على موقع Soccerway.com (الإنجليزية)
- خوليو فيلازكيز على موقع عالم كرة القدم.نت (الإنجليزية)